# Martinice (district de Žďár nad Sázavou)
Pour les articles homonymes, voir Martinice.
Martinice (en allemand : Martinitz) est une commune du district de Žďár nad Sázavou, dans la région de Vysočina, en République tchèque. Sa population s'élevait à 462 habitants en 2020.

## Géographie
Martinice se trouve à 3 km au nord-est du centre de Velké Meziříčí, à 23 km au sud-sud-est de Žďár nad Sázavou, à 33 km à l'est de Jihlava et à 140 km au sud-est de Prague.
La commune est limitée par Vídeň au nord, par Kozlov à l'est, et par Velké Meziříčí au sud et à l'ouest.

## Histoire
La première mention écrite du village date de 1366.

## Transports
Par la route, Martinice se trouve à 3,3 km de Velké Meziříčí, à 26,5 km de Žďár nad Sázavou, à 38,5 km de Jihlava et à 157 km de Prague.